# Stade Municipal de Berkane
Stade Municipal – stadion sportowy w Berkane, w Maroku. Jego pojemność wynosi 5000 widzów. Swoje spotkania na obiekcie rozgrywają piłkarze klubu Renaissance Berkane.